# Willersdorfer Schlucht
Die Willersdorfer Schlucht ist eine Aulandschaft im Dreiländereck zwischen Niederösterreich, der Steiermark und dem Burgenland.

## Lage und Landschaft

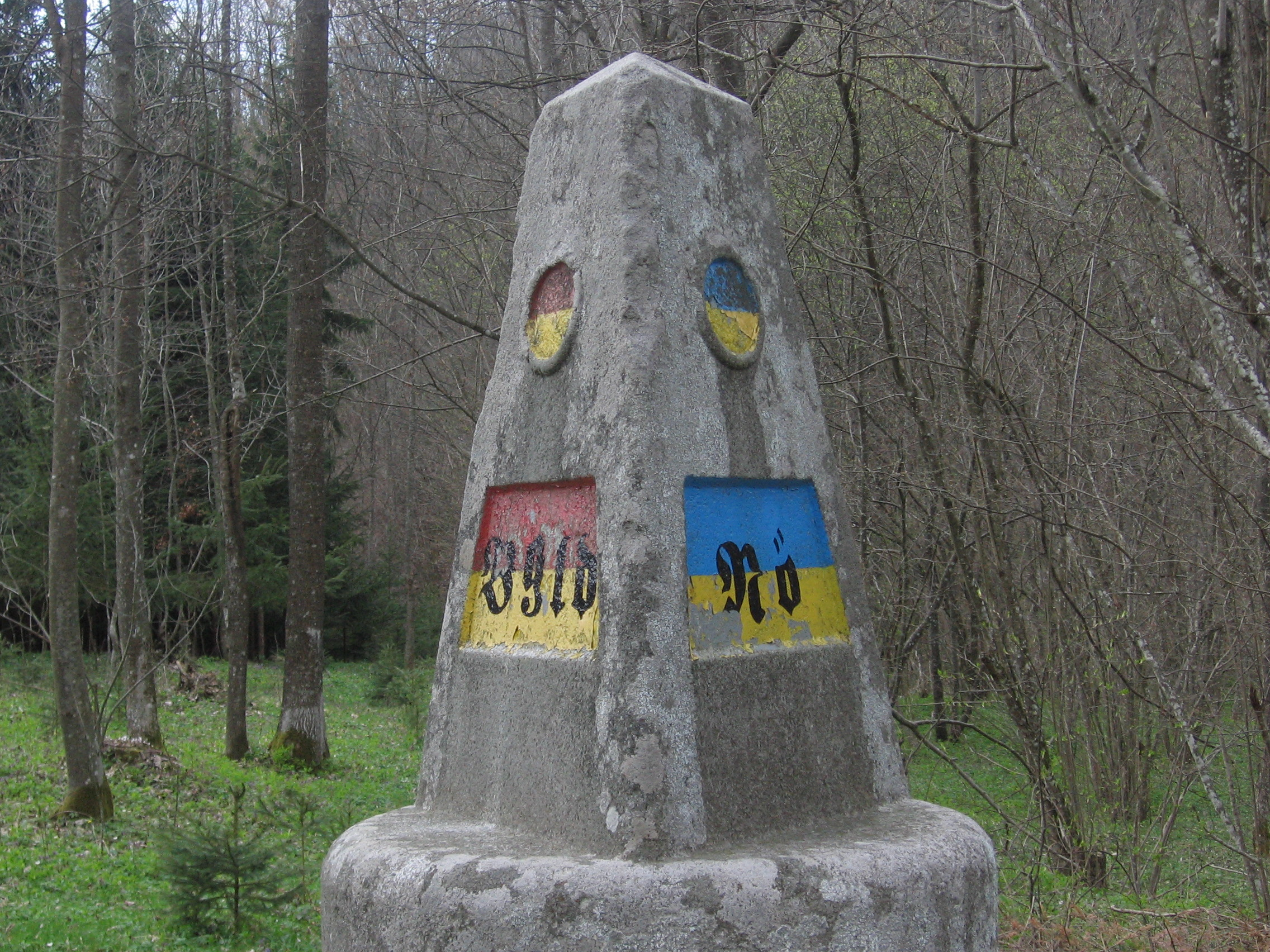
Grenzstein am Dreiländereck

Die Talung beginnt bei Gschaidt in Niederösterreich, in der südlichen Buckligen Welt in den Bernsteiner Bergen, und reicht im Süden bis Willersdorf im Burgenland. Südlich reicht sie in das Südburgenländische Hügelland
Die Willersdorfer Schlucht wird auf ihrer ganzen Länge vom Willersbach durchflossen. Sie liegt auf einer Seehöhe von ca. 400–620 m ü. A. und erstreckt sich über etwa 10 Kilometer. 

## Fauna und Flora
In der Talsohle (ca. 30–50 m breit) wechseln sich Trockenrasen und eiszeitliche Relikte in Form von Auenstreifen ab.
Wesentlichen Anteil an der Artenvielfalt hat die verbindende Lage zwischen Wechselgebiet und pannonischer Tiefebene.
- Pflanzen:
  - Ausdauerndes Silberblatt (Mondviole)
  - Silberdistel
  - Kleines Knabenkraut
  - Mücken-Händelwurz
  - Breitblättriges Knabenkraut

- zahlreiche Schmetterlingsarten wie:
  - Aurorafalter
  - Weißer Waldportier
  - Myrmidonenfalter
  - Schwarzer Apollofalter

- seltene Vögel:
  - Eisvogel
  - Wasseramsel
  - Schwarzstorch
  - Wendehals
  - Schlagschwirl
  - Wespenbussard

## Gebäude in der Schlucht

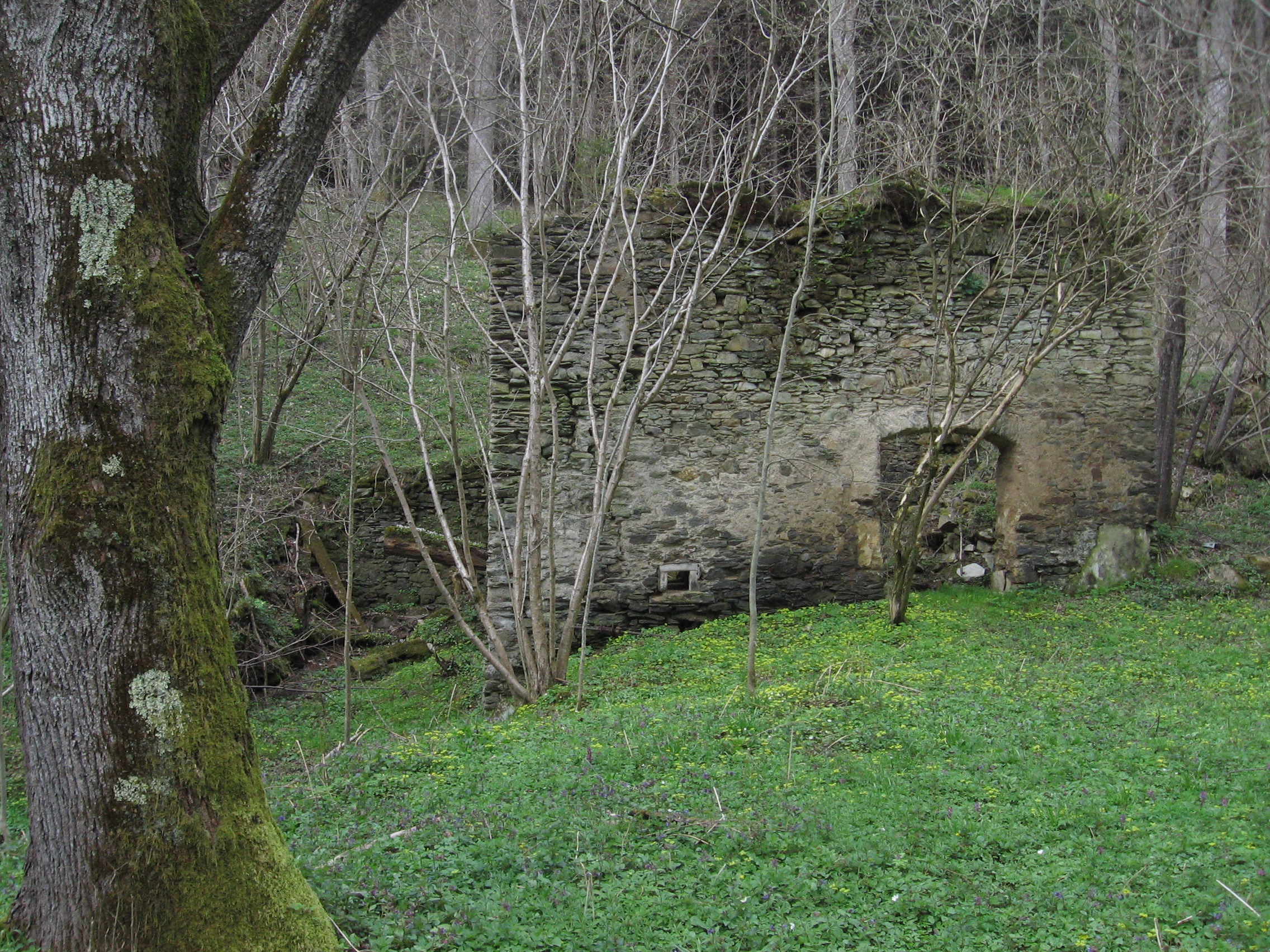
Die verfallene Patrizlmühle in der Schlucht

Neben dem Grenzstein am Dreiländereck gibt es in der Schlucht drei Wassermühlen, die heute ungenutzte, aber bewohnte Valtlmühle und die verfallene Patrizlmühleund auf niederösterreichischem Gebiet die zur Ruine verfallene Grenzmühle (unweit des Dreiländereck Grenzsteins).
Nur mehr schwer erkennbar ist die um 1200 erbaute und um 1289 zerstörte Burg Willersdorf (Schlosshansel).

## Nutzung als Naherholungsgebiet
Die Willersdorfer Schlucht wird für Langlaufen, Nordic Walking, Reiten und ähnliche Aktivitäten genutzt. An den seitlichen Ausläufern der Schlucht bieten Wirtshäuser Gelegenheit zur Rast.

## Schutz
Bereits 1981 und 1991 wurde ein Antrag auf Unterschutzstellung als Landschaftsschutzgebiet gestellt. Da sich das Gebiet und die damit verbundenen Kompetenzen auf drei Bundesländer verteilen, ist nur unzureichender Schutz gegeben.
Der steirische Teil (Gemeinde Schäffern) liegt im Europäischen Vogelschutzgebiet Teile des Steirischen Jogl- und Wechsellandes (Natura 2000-Gebiet Nr. AT2229000).
Das burgenländische Landschaftsschutzgebiet Bernstein–Lockenhaus–Rechnitz endet 700 Meter entfernt.

## Referenzen
- Zeitschrift der Wiener Entomologischen Gesellschaft. 49. Jahrgang. (75. Band) - 30. November 1964 Nr. 9/10